# すいせん (フェリー・2代)
すいせんは、新日本海フェリーおよび東京九州フェリーが運航しているフェリー。船名は福井県の県花であるスイセンに由来する。本項目では2012年就航の2代目を取り扱う。

## 概要
先代のすずらん・すいせんの代船として、僚船のすずらんと共に三菱重工業長崎造船所で建造された。香焼工場でフェリーが建造されるのは本船が初で、2隻同時建造、2隻同時の進水命名式実施も初であった。2012年6月14日に新日本海フェリーに引き渡され、6月20日、苫小牧東港発の南行便で敦賀～苫小牧東港航路に就航した。
2003年に建造されたはまなす・あかしあの準同型船で全長、全幅などは同一である。推進器は引き続きCRPポッド推進を採用しているが、航海距離と所要時間のバランスから航海速力は27.5ノットと抑えられている。環境性能が強化されており、先代のすずらん・すいせんと比較して二酸化炭素排出量を25パーセント、窒素酸化物排出量を40パーセント削減した。一方でトラック積載能力は30パーセント増加したほか、2等船室を全て寝台化、露天風呂を設置するなど旅客設備も強化されている。工期短縮のため船体ブロックを大型化しており、船体ブロック数は設計のベースとなったはまなす・あかしあの146ブロックから68ブロックへ半減した。
2022年5月11日から同年6月10日まで、東京九州フェリーのドック代船として新門司～横須賀航路に就航し、同年10月31日より2023年5月6日まで東京九州フェリーの「はまゆう」「それいゆ」と入れ替わり、姉妹船「すずらん」と共に新門司～横須賀航路にて運航している。

## 船体
「祭りやオープンカフェに居合わせたかのような心弾む船内」をインテリアコンセプトとしている。2020年のドック入り時にはSOxスクラバーを搭載しファンネルが大型のものに交換され、胴体の「Shin Nihonkai」のロゴが東京九州フェリーの船舶と同じ「Cruising Resort」に書き換えられた。

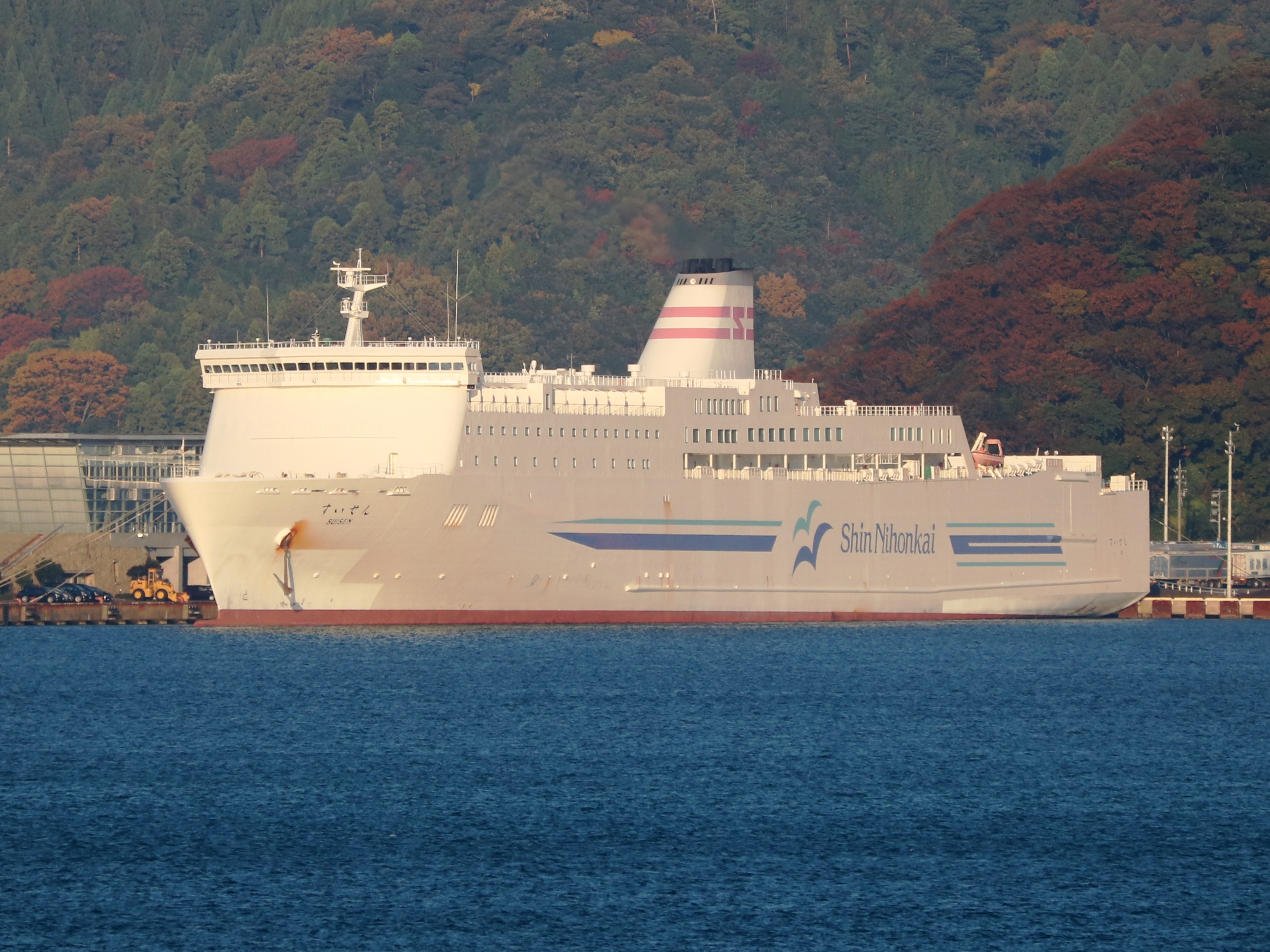
斜め前方から望む船体、敦賀港（敦賀新港のフェリーターミナル）に停泊中
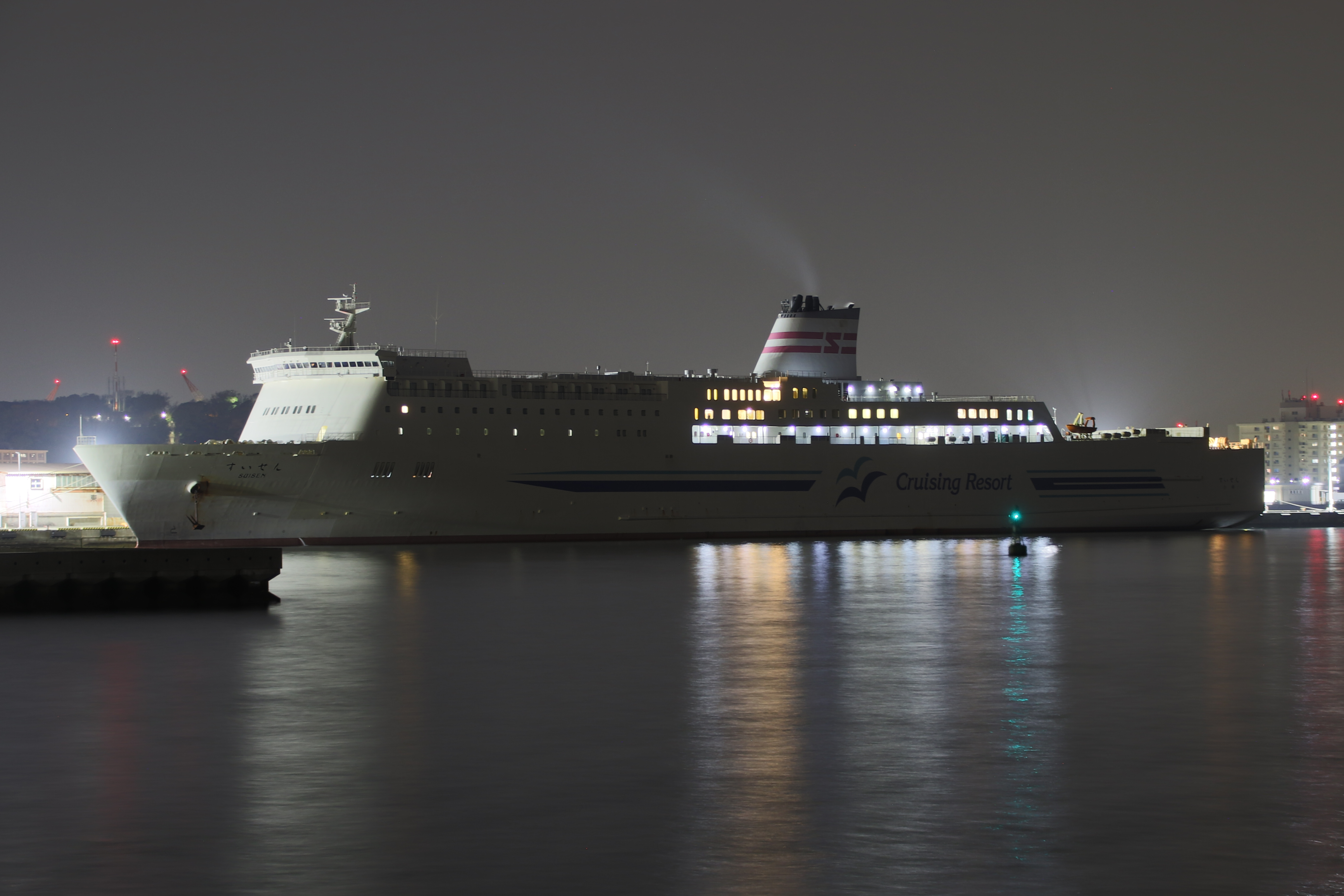
横須賀新港に停泊中の「すいせん」。スクラバー搭載に伴いファンネルが交換されている。

### 船室
2等船室の大部屋は右舷の一部を除き、階段付きの2段寝台を主としたものに変更された。その後2023年に29人定員の和室「ツーリストA・J」部分を用い、「ステートルーム・ウィズペット」3室に変更し全室寝台式としている。

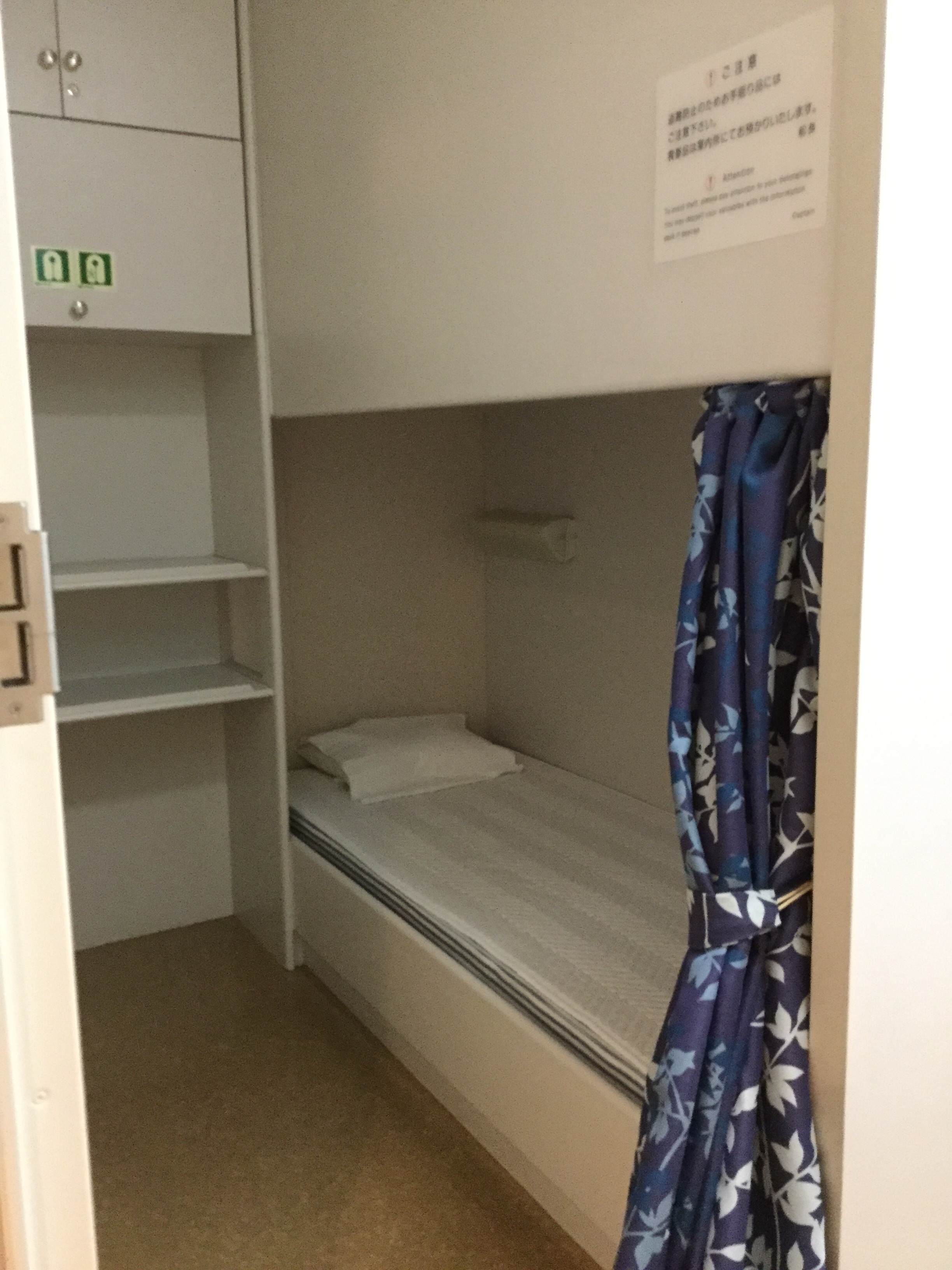
寝室

| クラス                                     | フロア | ベッド種別   | 部屋数 | 定員               | 設備                                                                       |
| ------------------------------------------ | ------ | ------------ | ------ | ------------------ | -------------------------------------------------------------------------- |
| スイートルーム 「Avignone」 「Barcellona」 | 6F     | ツイン       | 2室    | 2名                | バス・シャワートイレ・洗面所・テレビ・ DVDデッキ・冷蔵庫・ロッカー・テラス |
| ジュニアスイート                           | 6F     | ツイン       | 2室    | 2名                | バス・シャワートイレ・洗面所・テレビ・ DVDデッキ・冷蔵庫・ロッカー・テラス |
| デラックスルームA                          | 6F     | ツイン       | 19室   | 2名                | バス・シャワートイレ・洗面所・テレビ・ 冷蔵庫・ロッカー・テラス            |
| デラックスルームA                          | 6F     | 和室         | 6室    | 3名                | バス・シャワートイレ・洗面所・テレビ・ 冷蔵庫・ロッカー・テラス            |
| ステートルームA                            | 5F     | ツイン       | 36室   | 2名                | 洗面所・シャワートイレ・テレビ・ 冷蔵庫・ロッカー                          |
| ステートルームA                            | 5F     | 和室         | 20室   | 3名                | 洗面所・シャワートイレ・テレビ・ 冷蔵庫・ロッカー                          |
| ステートルームA                            | 5F     | 2段ベッド    | 16室   | 4名                | 洗面所・シャワートイレ・テレビ・ 冷蔵庫・ロッカー                          |
| ステートルームA                            | 4F     | ウィズペット | 3室    | 2名                | 洗面所・シャワートイレ・テレビ・ 冷蔵庫・ロッカー                          |
| ツーリストS                                | 4F     | ベッド       | 2室    | 12名               | 荷物棚・テレビ                                                             |
| ツーリストA                                | 4F     | ベッド       | 19室   | 10名×14室 26名×5室 | 荷物棚                                                                     |
| ドライバー室                               | 4F     | ベッド       | 5室    | 8名                | サロン・荷物棚・テレビ                                                     |
| ステートH                                  | 4F     | ツイン       | 1室    | 2名                | バリアフリー対応個室                                                       |
| デラックスH                                | 4F     | ツイン       | 1室    | 2名                | バリアフリー対応個室                                                       |

- 寝室

### 船内設備
供食・物販設備
- グリル「ダフネー」
- レストラン「バッカス」
- カフェ「アリアドネ」
- 売店
- 自動販売機

入浴設備
- 大浴場
- 露天風呂
- サウナ

オープンスペース
- エントランス
- プロムナード
- フォワードサロン「ポセイドン」
- ドッグフィールド（冬季閉鎖）

娯楽設備
- コンファレンスルーム
- ゲームコーナー
- スポーツルーム
- アミューズボックス（カラオケ、DVD鑑賞）

## 事故・インシデント

### 漁船との衝突
2015年11月15日、17時48分ごろ、苫小牧港へ向かっていた本船は、津軽海峡を航行中、恵山岬灯台の東南約2.2海里の地点で、漁船第三十八瀧丸と衝突した。本船の右舷船首部が第三十八瀧丸の左舷船首部に衝突、本船は右舷船首部に擦過傷を生じ、第三十八瀧丸は船首部に凹損などを生じた。本船は衝突を認識しておらず、海上保安庁からの照会および船体への塗料の付着で衝突が判明した。事故原因は、北東へ航行する本船が左転中、見張り不十分で第三十八瀧丸の船首方を横切ることができると考えて航行したこと、第三十八瀧丸は本船が船尾方を避航と考え、衝突回避の協力動作をとらなかったため、とされた。